# Daphne alpina
Daphne alpina är en tibastväxtart. Daphne alpina ingår i släktet tibaster, och familjen tibastväxter.

## Underarter
Arten delas in i följande underarter:
- D. a. alpina
- D. a. scopoliana

## Bildgalleri

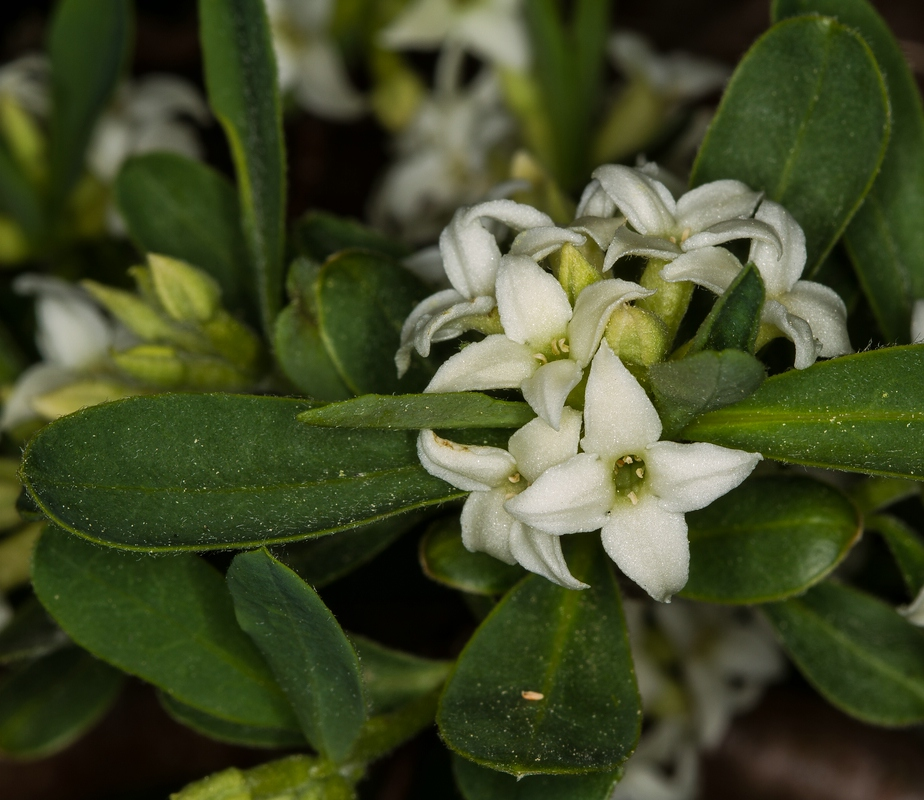
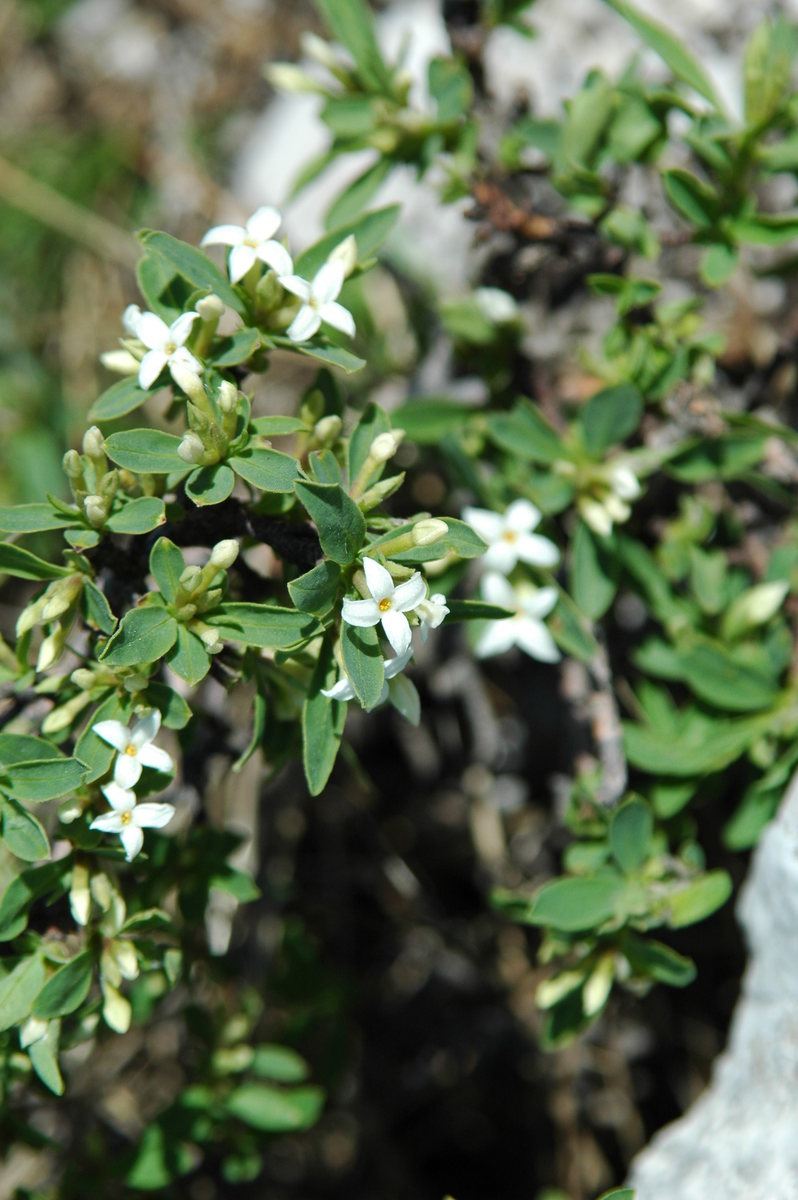
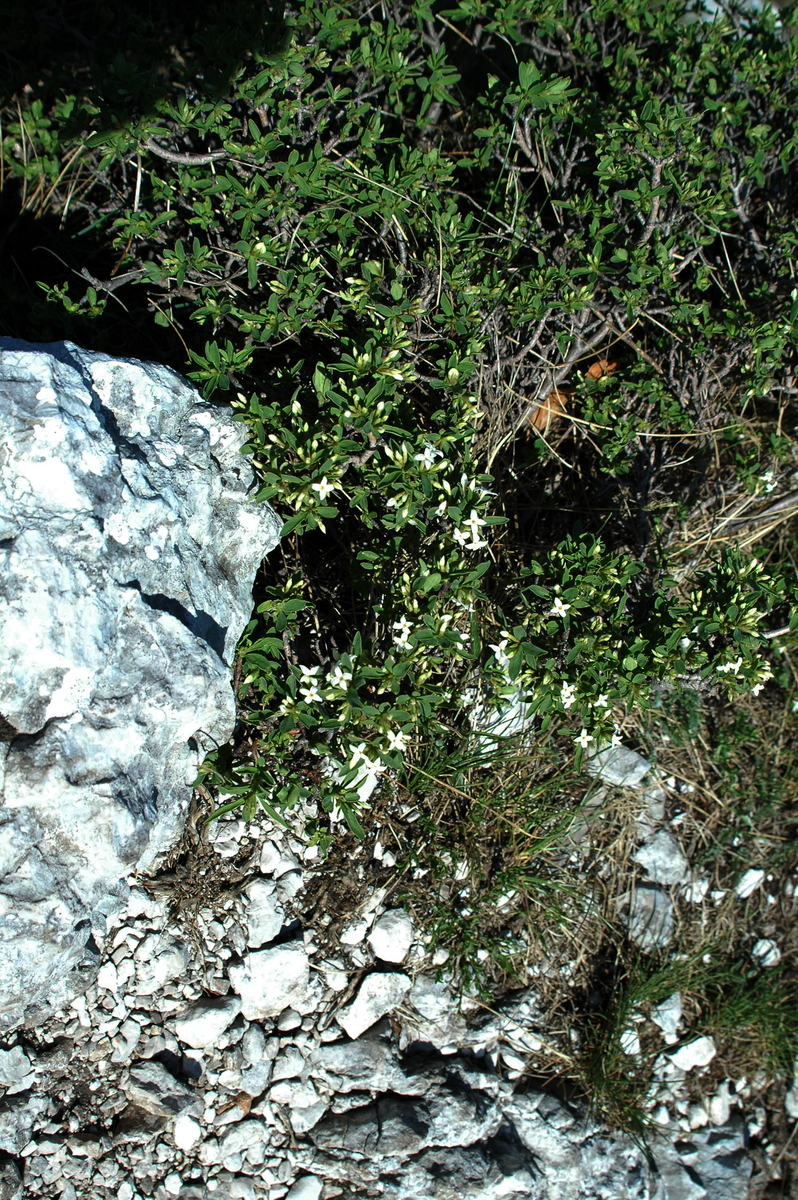
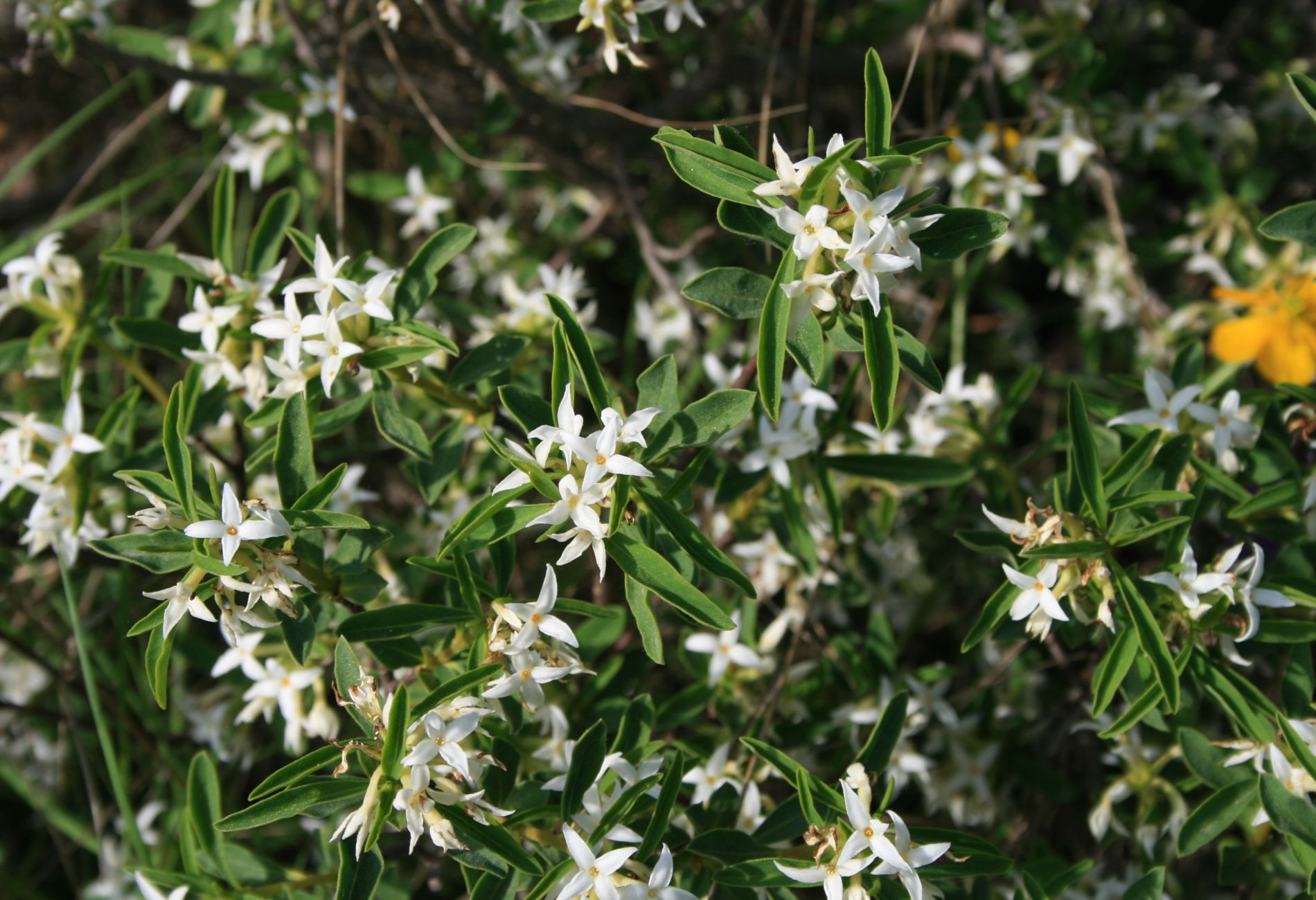
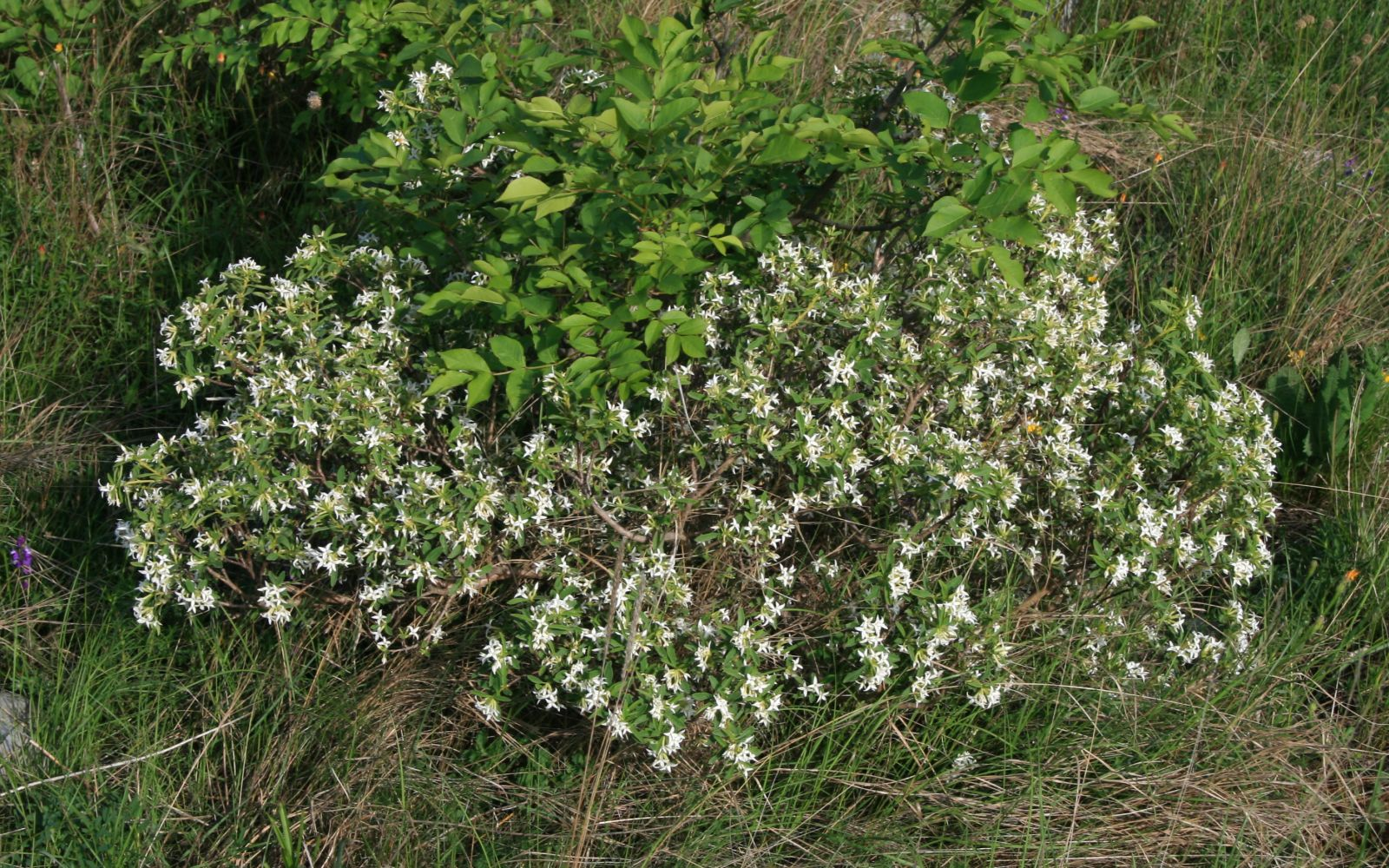
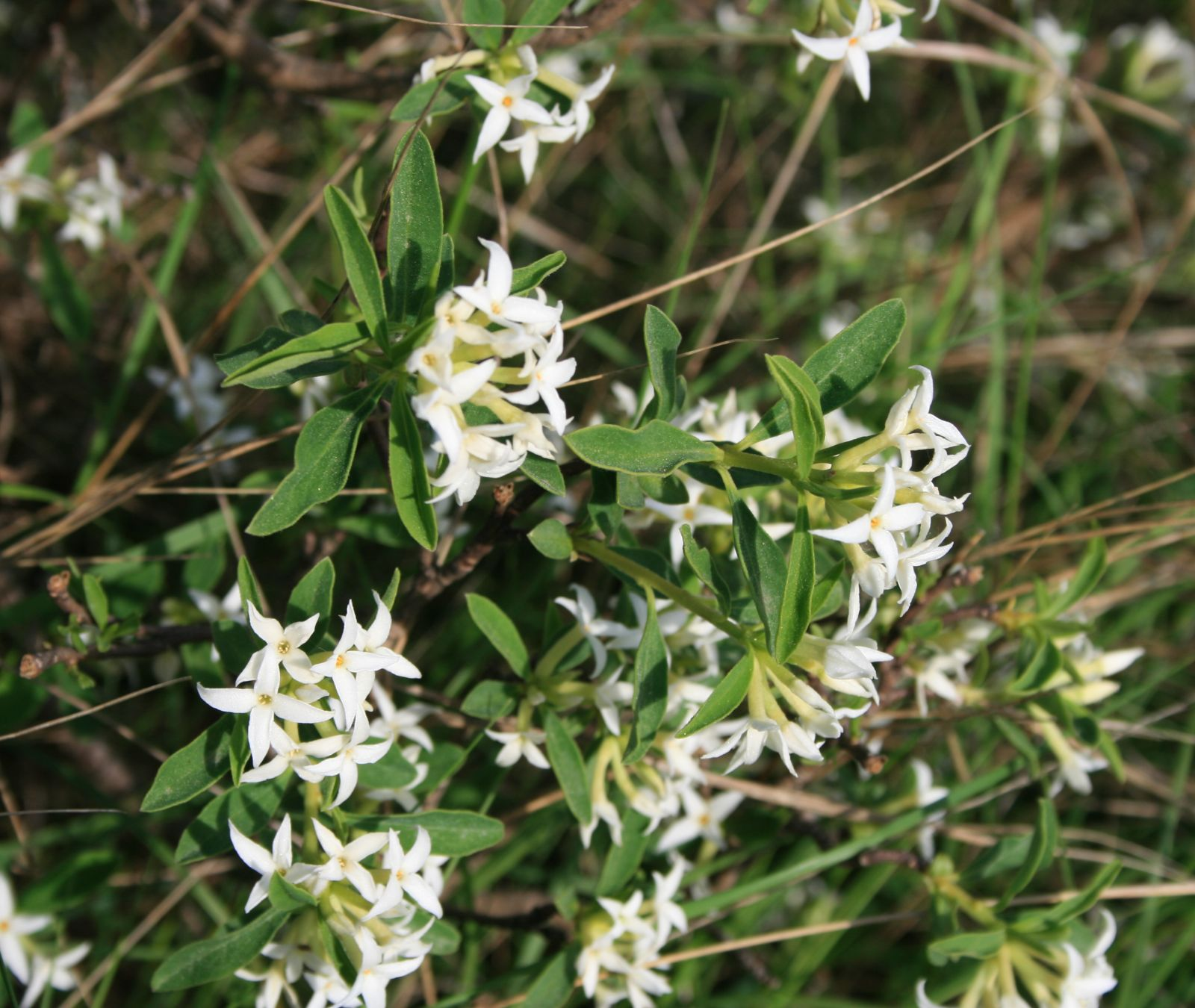